# Judasbäume
Die Judasbäume (Cercis) sind eine Pflanzengattung in der Familie der Hülsenfrüchtler (Fabaceae). Sie kommen weit verbreitet auf der Nordhalbkugel vor.

## Beschreibung

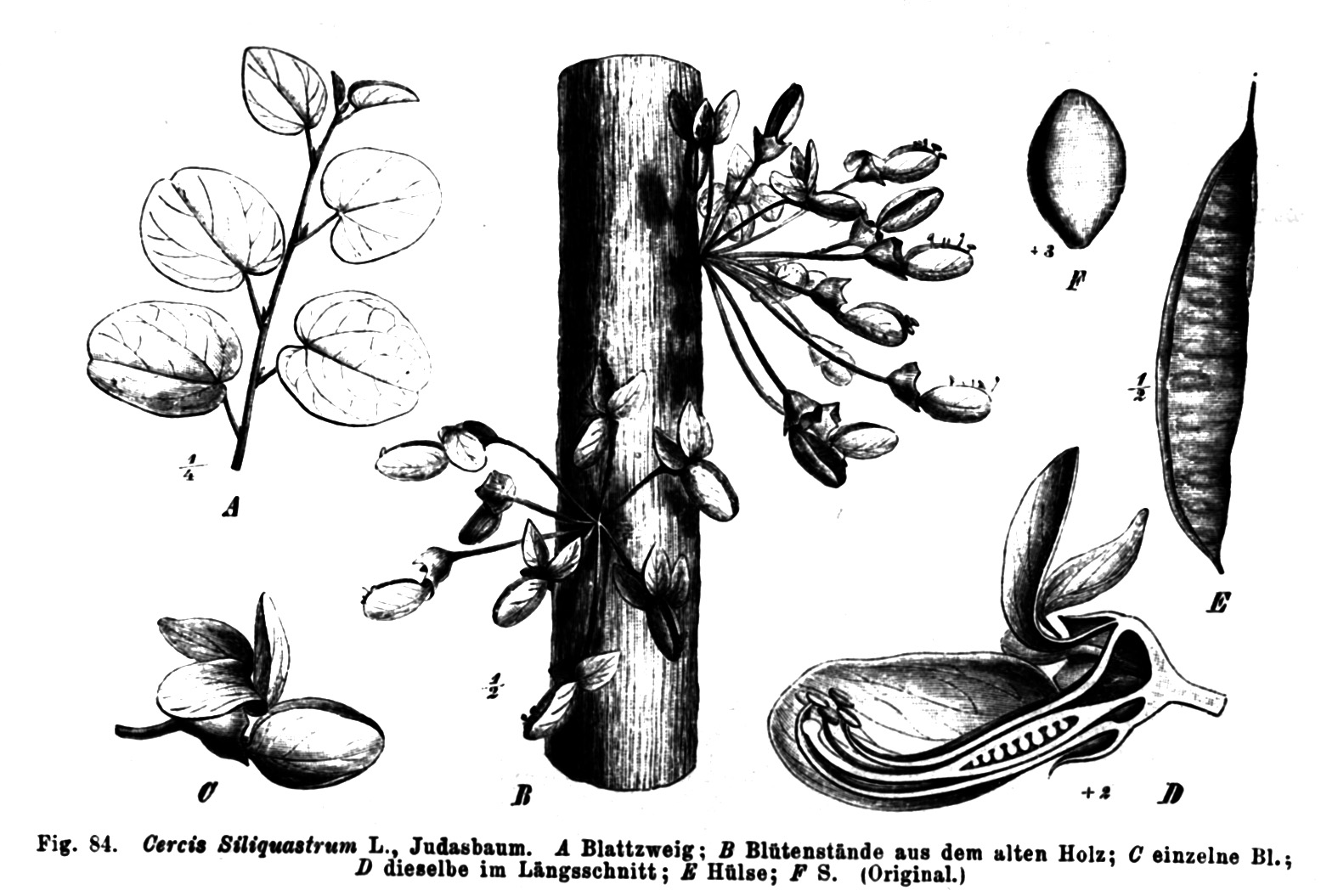
Illustration des Gewöhnlichen Judasbaumes (Cercis siliquastrum)

### Erscheinungsbild und Blätter
Die Cercis-Arten wachsen als laubwerfende Bäume oder Sträucher. Die wechselständig und spiralig an den Zweigen angeordneten Laubblätter sind einfach oder zweigelappt. Die Nebenblätter sind häutig oder schuppenartig klein und fallen früh ab oder fehlen.

### Blütenstände und Blüten
An älteren Ästen bilden sich traubige oder fast doldige, kurze Blütenstände, in denen viele Blüten sitzen. Die zwittrigen, zygomorphen Blüten sind fünfzählig. Die fünf rötlichen Kelchblätter sind kurz glockenförmig verwachsen und die fünf Kelchzähne sind ungleich sowie breit dreieckig. Von den fünf meist violetten bis rosafarbenen oder weißen Kronblättern ist das innerste kleiner als die übrigen. Anders als bei typischen Schmetterlingsblüten ist die Fahne nicht am größten, sondern am kleinsten und steht zu innerst (cochlear aufsteigend). Es sind zehn freie Staubblätter vorhanden; die Staubfäden sind im unteren Bereich behaart. Das kurzgestielte, einzige, mittel- oder oberständige Fruchtblatt enthält zwei bis zehn Samenanlagen. Der schlanke Griffel endet in einer kopfigen Narbe.

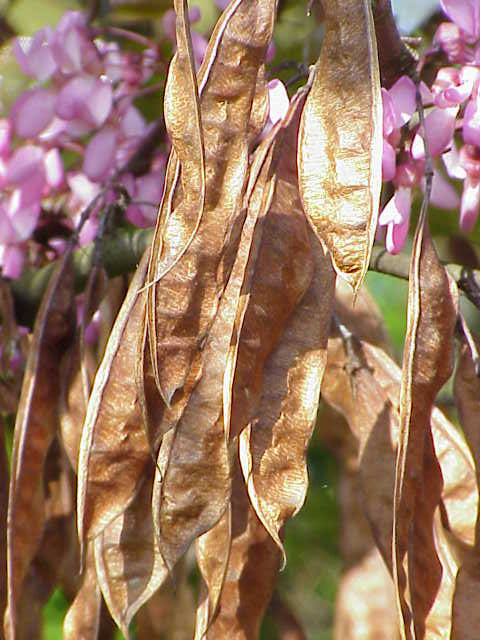
Reife Hülsenfrüchte des Gewöhnlichen Judasbaumes (Cercis siliquastrum)

### Früchte und Samen
Die flachen, dünnen Hülsenfrüchte enthalten zwei bis viele Samen. Die abgeflachten, fast kreisförmigen Samen besitzen kein Endosperm.

### Chromosomenzahlen
Die Chromosomenzahl ist 2n =14 bei einer Chromosomengrundzahl von x = 7.

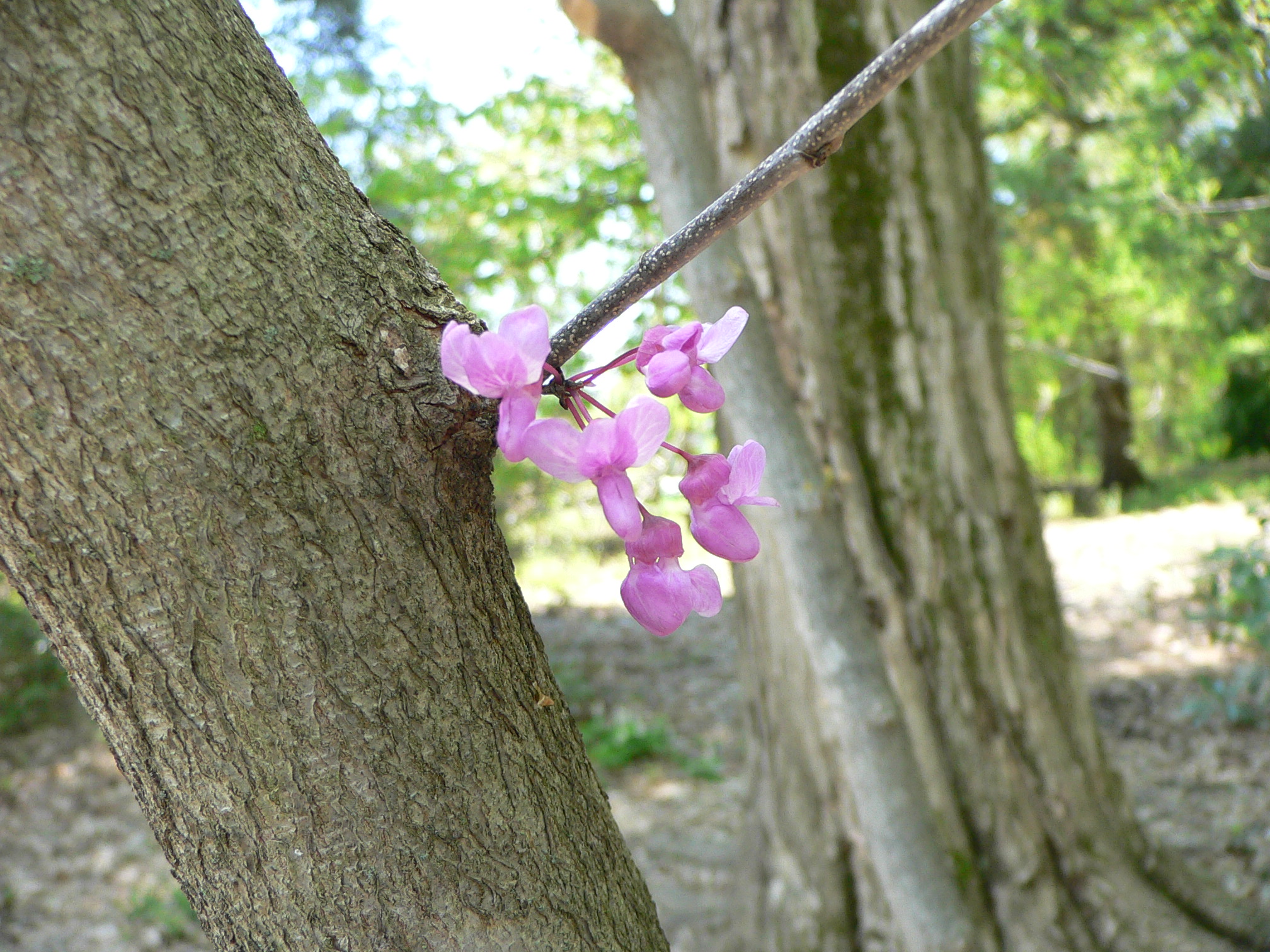
Kauliflorer Blütenstand des Kanadischen Judasbaumes (Cercis canadensis)

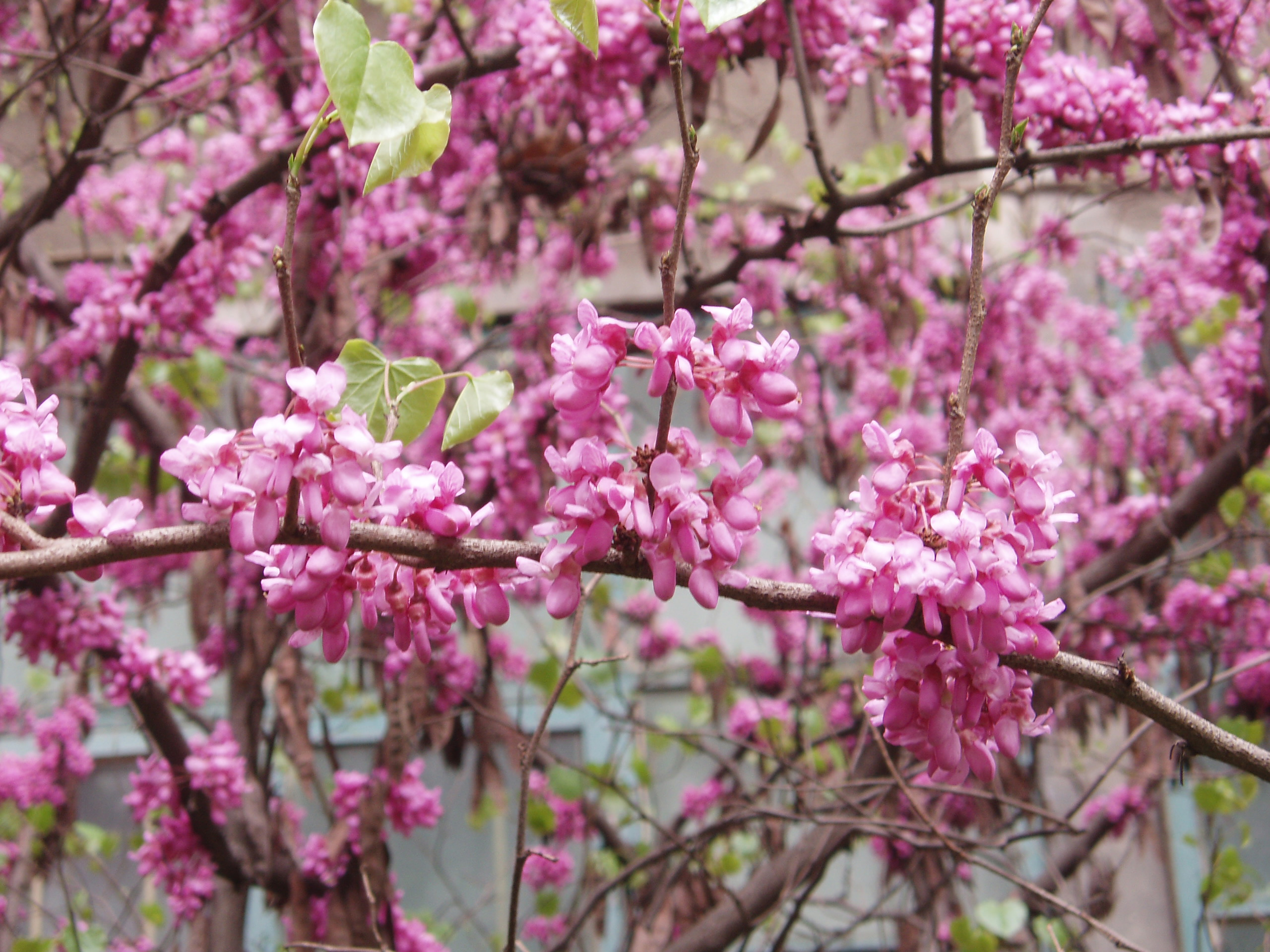
Blüten des Chinesischen Judasbaumes (Cercis chinensis)

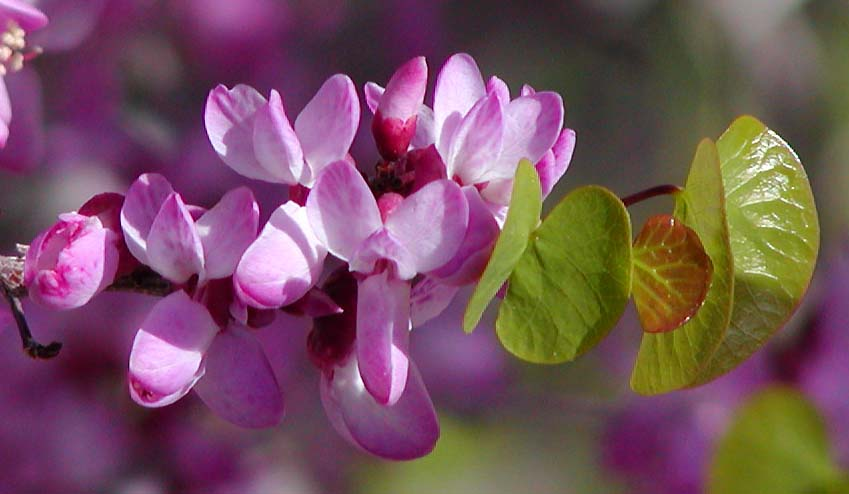
Kauliflore Blüten und junge Laubblätter bei Cercis occidentalis

## Systematik und  Verbreitung
Die Erstveröffentlichung der Gattung Cercis erfolgte 1753 durch Carl von Linné in Species Plantarum, 1, S. 374. Die Gattung Cercis gehört zur Untertribus Cercidinae aus der Tribus Cercideae innerhalb der Familie Fabaceae.
Die Heimatareale der Arten liegen in den mediterranen Klimazonen der Nordhalbkugel. Wenige Arten (Cercis siliquastrum und Cercis canadensis) werden als Zierpflanzen verwendet.
Die Gattung Cercis enthält früher sechs, aktuell zehn oder elf Arten. Davon kommen etwa vier in Nordamerika, eine in Ost- und Südeuropa, eine in Zentralasien und fünf Arten nur in China vor:
- Kanadischer Judasbaum (Cercis canadensis L.): Dieser Baum erreicht Wuchshöhen von bis zu 12 m und ist in Nordamerika und Mexiko beheimatet:
  - Cercis canadensis var. canadensis
  - Cercis canadensis var. mexicana (Rose) M.Hopkins (Syn.: Cercis mexicana Rose)
  - Cercis canadensis var. texensis (S.Watson) M.Hopkins (Syn.: Cercis occidentalis var. texensis S.Watson, Cercis texensis Sarg.)
- Chinesischer Judasbaum (Cercis chinensis Bunge): Dieser Strauch erreicht Wuchshöhen von 2 bis 5 m und wird oft angepflanzt, wild wachsend in Wäldern oder Kalksteingebieten findet man ihn selten. Fundortangaben gibt es aus den chinesischen Provinzen Anhui, Fujian, Guangdong, Guangxi, Guizhou, Hebei, Henan, Hubei, Hunan, Jiangsu, Liaoning, Shaanxi, Shandong, Shanxi, Sichuan, Yunnan, Zhejiang.
- Cercis chingii Chun: Dieser Strauch findet sich Wäldern und Gebüschen, oder angepflanzt in Gärten in niedrigen Höhenlagen in den chinesischen Provinzen: Anhui, nördlichen Guangdong und Zhejiang.
- Cercis chuniana F.P.Metcalf (Syn.: Cercis likiangensis Chun ex Y.Chen): Dieser Baum erreicht Wuchshöhen von 6 bis 27 m und ist in Gebirgstälern oder in Wäldern an Flüssen in den chinesischen Provinzen: Fujian, nördlichen Guangdong, nordöstlichen Guangxi, südöstlichen Guizhou, südöstlichen Hunan, südlichen Jiangxi, Zhejiang beheimatet.
- Cercis gigantea ined.: Sie kommt in China vor.[2]
- Cercis glabra Pamp. (Syn.: Cercis yunnanensis Hu & W.C.Cheng): Dieser Baum erreicht Wuchshöhen von 6 bis 16 m und ist in  Wäldern, Berghängen, in Tälern entlang der Straßen und auf Felsen in Höhenlagen zwischen 600 und 1900 m zu finden in den chinesischen Provinzen: Anhui, Guangdong, Guangxi, Guizhou, Henan, Hubei, Hunan, Shaanxi, Sichuan, Yunnan, Zhejiang.
- Cercis griffithii Boiss.: Sie kommt in Afghanistan, im Iran und in Zentralasien vor.[2]
- Cercis occidentalis Torr. ex A.Gray (Syn.: Cercis canadensis var. orbiculata (Greene) Barneby, Cercis orbiculata Greene): Dieser Strauch erreicht Wuchshöhen von bis zu 4,5 m und ist im südwestlichen Nordamerika von Kalifornien bis Arizona beheimatet.
- Cercis racemosa Oliv.: Dieser Baum erreicht Wuchshöhen von 8 bis 15 m und ist in Wäldern, Berghängen, Straßenrändern und in der Nähe von Ansiedlungen in Höhenlagen von 1000 bis 1800 m zu finden in den chinesischen Provinzen: westliches Guizhou, westliches Hubei, östliches Sichuan, nordöstliches Yunnan.
- Gewöhnlicher Judasbaum (Cercis siliquastrum L.): Die natürliche Verbreitung erstreckt sich über die Mittelmeerländer in Südeuropa und Vorderasien.

## Namensgebung
Der deutsche Trivialname Judasbaum leitet sich aus einer Erzählung ab. Angeblich soll sich der Apostel Judas Ischariot an einem Baum dieser Gattung erhängt haben, nachdem er Jesus verraten hatte.

## Nutzung
Blüten, Hülsenfrüchte und Samen einiger Arten werden gegessen. Das harte Holz wird genutzt. Von Cercis canadensis und Cercis chinensis wurden die medizinischen Wirkungen untersucht.

Pollenkörner einer Cercis-Art (SEM)

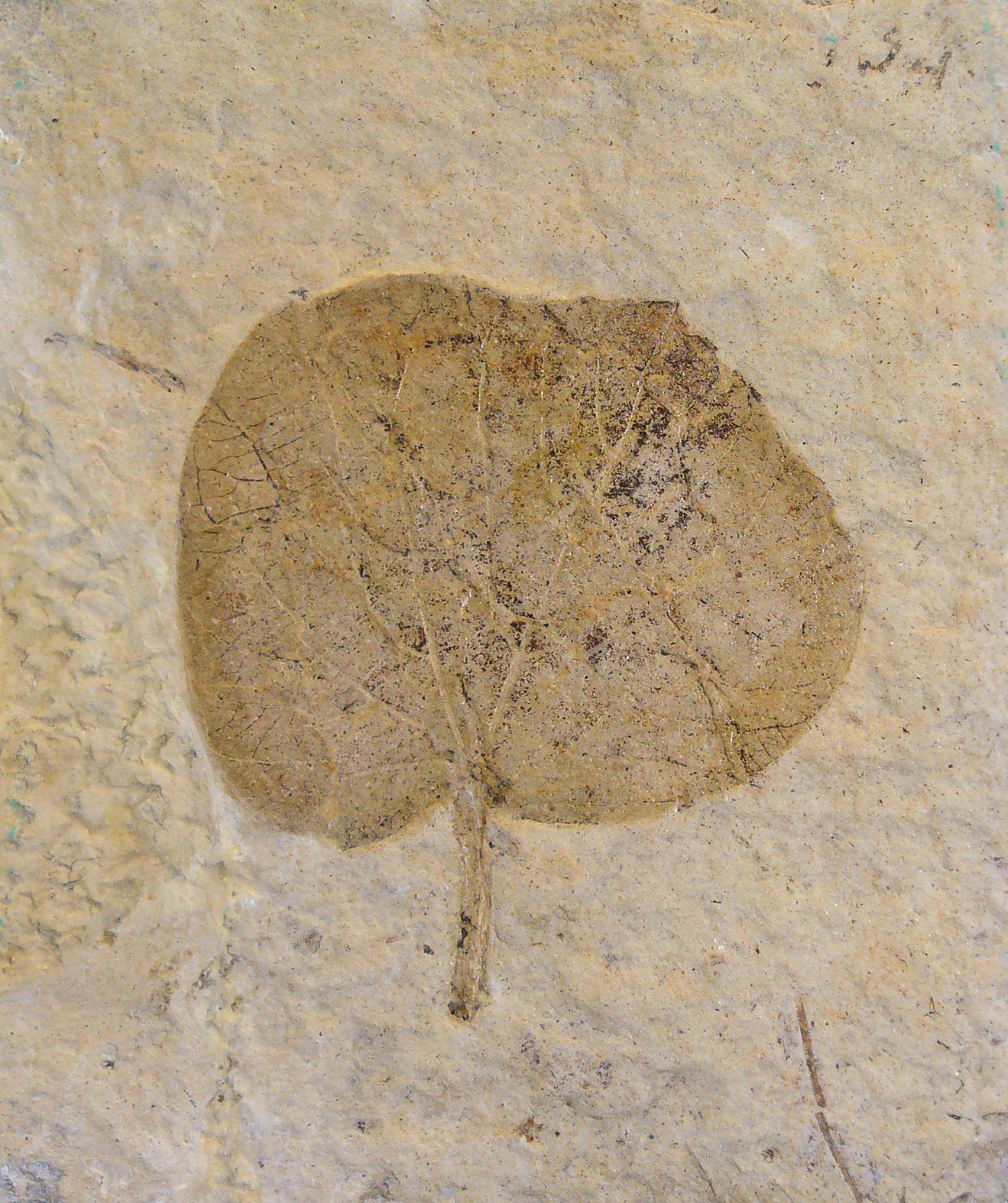
Fossiles Blatt: Cercis cyclophylla